# عين حور

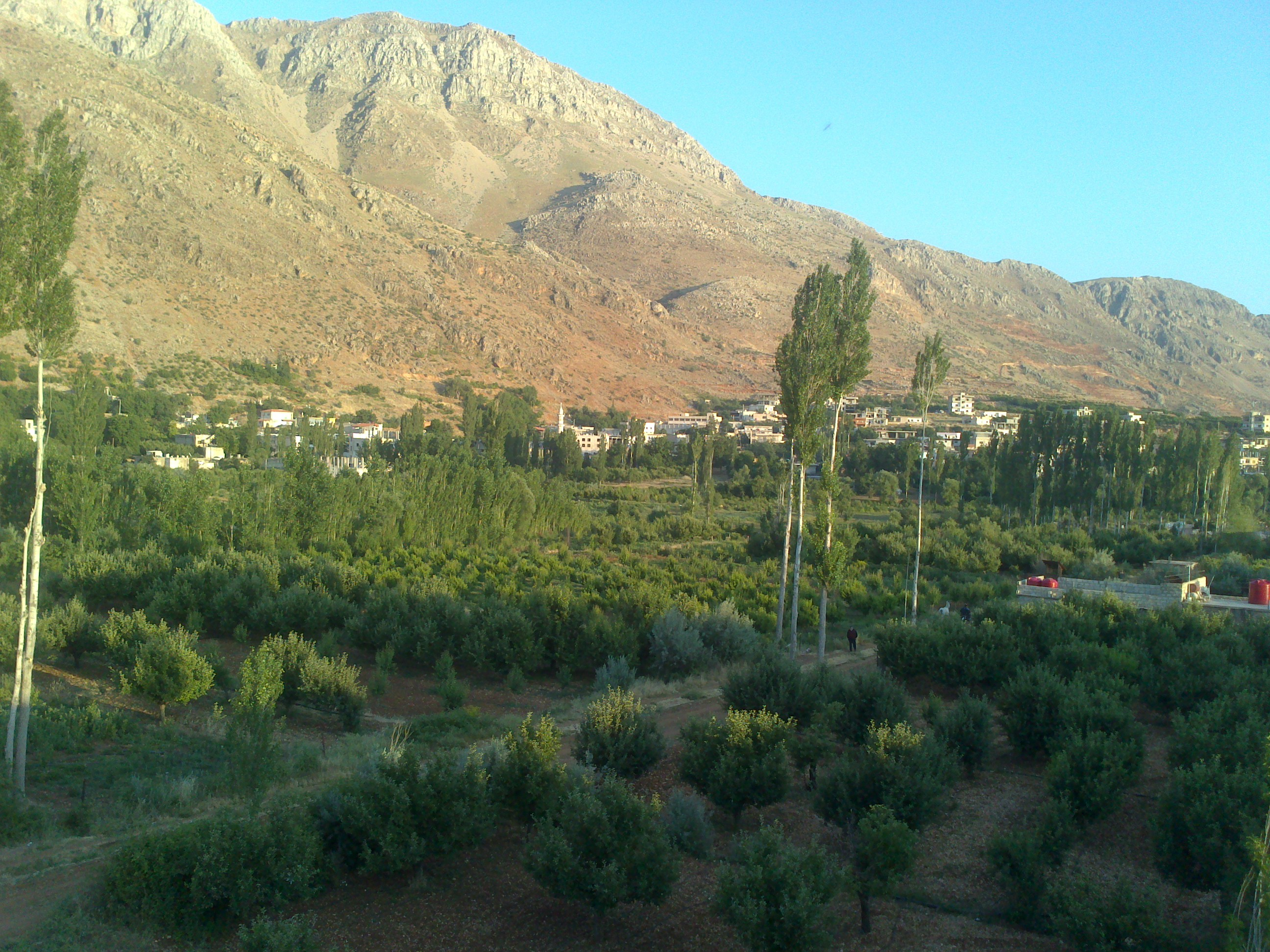
منظر عام لقرية عين حور

بلدة عين حور بلدة سورية تابعة لمدينة الزبداني التابعة بدورها لمحافظة ريف دمشق، ترتفع 1480 م عن سطح البحر تقع شرق الحدود السورية اللبنانية، على الجهة الغربية للطريق الواصل بين ناحية سرغايا و [[الزبداني|مدينة الزبداني
عين حور
Ain Hoor
بلدة صغيرة تابعة لناحية سرغايا التابعة بدورها إلى مدينة الزبداني
تقع بلدة عين حور إلى الجهة الشمالية لمدينة الزبداني وإلى الناحية الجنوبية لسرغايا
وتحدها من الشرق جبال الشقيف ومن الغرب جبال من سلسلة لبنان الشرقية
فهي صلة الوصل بين الزبداني وسرغايا
-	تبعد عن الزبداني حوالى ال8 كم وعن سرغايا حوالي 3 كم
-	تبعد دمشق عنها قرابة ال60 كم
-	عدد سكانها قرابة 3500 نسمة
-	 ( احصائيات قديمة) احدثت بلديتها عام 1989 ميلادي
-	ادني انخفاض بها 1350 متر عن سطح البحر واعلى نقطة منها هي 2400 متر 
تشتهر هذه القرية بالدجة الاولى بالزراعة و خاصة زراعة الاشجار المثمرة و منها  التفاح و الكرز و الدراق و الاجاص و الخوخ و فيها ايضا من العنب و التين  انواع كثيرة 
تتميز هذه القرية بانها زراعية و لكن مناخها الصيفي سياحي و معتدل و هناك دونازحركة لتيارات هوائية باردة 
في الشتاء الجو بارد جدا و تتساقط عادة الثلوج في كل مناطق القرية و تغطى عادة الجبال دونا بالثلوج في هذا الفصل